# Pilar Lanau
Pilar Lanau (Tortosa, 1967). Artista visual contemporània, experta en dibuix i gravat. Escriptora i gestora cultural. És professora de dibuix i directora de l'Escola d'Art de Tortosa.

## Formació
Llicenciada en Belles Arts per la Universitat de Barcelona en l'especialitat de dibuix. Ensenyaments de doctorat “Dibuix, expressió comunicació visual” a la Universitat de Barcelona. Beca Sòcrates-Erasmus a l'École Régionale des Beaux Arts, a Nantes. Postgrau en Disseny i Nous Formats Expositius i postgrau en Direcció de Projectes Expositius, ambdós a Elisava - Universitat Pompeu Fabra a Barcelona. Beca d'estudis de la Fundació privada Duran Martí de Tortosa.

## Trajectòria docent i artística
Des de 2006 ha treballat com a dinamitzadora cultural a l'Escola d'Art de la Diputació a Tortosa. El mateix any va ingressar al centre com a Professora de Dibuix. Des de 2014, n'és la directora.
L'any 1993 comença a participar en mostres col·lectives: la primera agrupa artistes de les Terres de l'Ebre i es realitza a Tortosa. El 2001, en l'estada a França pren part en l'exposició d'alumnes de l'Ècole Régionale des Beaux Arts de Nantes i participa en la instal·lació Clom Trok-Lu Pink-Pink, de Joël Hubaut, un dels artistes francesos més reconeguts com a creador d'instal·lacions i de performances. El 2003 a l'Antic Ajuntament de Tarragona realitza una exposició individual que porta per títol “Torna”, amb la qual l'artista enceta un camí del tot personal. El 2007 és seleccionada per a l'exposició “Nord del Sud, Sud del Nord”, al Museu Comarcal del Montsià i al Museu de Calaceit, mostra comissariada per Carles Guerra, Manel Margalef i Antònia Ripoll. El mateix any participa a l'exposició al Museu de Tortosa, “Fronteres i cruïlles: patrimoni i contemporaneïtat”. També, presenta al Col·legi d'Arquitectes de la Demarcació de Tortosa la seva producció “Engolir el dibuix”, una selecció de dotze dibuixos fets a partir de la tècnica del grafit i l'estampa.
El 2009 va fer una exposició al Museu de les Terres de l'Ebre: “Clipatges”. El 2011 s'inaugurà la nova Escola d'Art i Disseny de la Diputació a Tortosa i amb aquest motiu es presentà “Repensar Terra, una reflexió creativa des de les Terres de l'Ebre”, amb una selecció d'artistes ebrencs contemporanis que s'exposà a Tortosa i al Museu d'Art Modern de Tarragona. L'any següent, va obtenir el primer premi d'obra gràfica "Recercat", convocat per la Fundació Privada Mútua Catalana i l'Institut Ramon Muntaner, amb l'obra Landscape. Com a escriptora ha publicat els contes A casa viu un fantasma (2014) i Un dia de pesca (2015) en els quals combina il·lustracions i text en un format minimalista. Destaca la participació en la creació d'una obra col·lectiva “Tcteamwork: l'Horitzó Invisible” (2016). El 2017 va ser seleccionada pel cicle d'exposicions "Plural Femení. Dones artistes de les comarques de Tarragona", dirigit per Antonio Salcedo
Entre 2012 i 2018 ha treballat en una sèrie de dibuixos de tècnica híbrida, entre el grafisme de traç espontani i la manipulació informàtica. Els signes convertits en vectors configuren dibuixos i trames abstractes contínues, les quals imprimeix sobre papers de grans formats.